# Джанкшен-Сіті (Луїзіана)
Джанкшен-Сіті (англ. Junction City) — селище (англ. village) в США, в окрузі Клейборн штату Луїзіана. Населення — 437 осіб (2020).

## Географія
Джанкшен-Сіті розташований за координатами 33°0′26″ пн. ш. 92°43′21″ зх. д. / 33.00722° пн. ш. 92.72250° зх. д. (33.007222, -92.722503).  За даними Бюро перепису населення США в 2010 році селище мало площу 3,16 км², уся площа — суходіл.

## Демографія
Згідно з переписом 2010 року, у селищі мешкали 582 особи в 240 домогосподарствах у складі 168 родин. Густота населення становила 184 особи/км².  Було 281 помешкання (89/км²).
Расовий склад населення:
| - 49,0 % — білих - 48,5 % — чорних або афроамериканців - 1,0 % — корінних американців - 1,4 % — осіб інших рас |

До двох чи більше рас належало 0,2 %. Частка іспаномовних становила 1,5 % від усіх жителів.
За віковим діапазоном населення розподілялося таким чином: 25,1 % — особи молодші 18 років, 55,3 % — особи у віці 18—64 років, 19,6 % — особи у віці 65 років та старші. Медіана віку мешканця становила 40,8 року. На 100 осіб жіночої статі у селищі припадало 92,7 чоловіків;  на 100 жінок у віці від 18 років та старших — 92,9 чоловіків також старших 18 років.
Середній дохід на одне домашнє господарство  становив 27 719 доларів США (медіана — 20 682), а середній дохід на одну сім'ю — 31 321 долар (медіана — 20 536). За межею бідності перебувало 35,9 % осіб, у тому числі 72,3 % дітей у віці до 18 років та 2,5 % осіб у віці 65 років та старших.
Цивільне працевлаштоване населення становило 130 осіб. Основні галузі зайнятості: освіта, охорона здоров'я та соціальна допомога — 24,6 %, роздрібна торгівля — 20,0 %, сільське господарство, лісництво, риболовля — 10,8 %, виробництво — 10,0 %.